# Carlo d'Assia
Carlo Guglielmo Ludovico d'Assia, (nome completo Karl Wilhelm Ludwig Prinz General von Hessen und bei Rhein) (Darmstadt, 23 aprile 1809 – Darmstadt, 20 marzo 1877), fu un principe del Granducato d'Assia e del Reno. Raggiunse il grado di generale al servizio dell'esercito.

## Famiglia d'origine
Suo padre era Luigi II d'Assia, granduca d'Assia e del Reno dal 1830 al 1848, figlio maggiore del granduca Luigi I d'Assia e di sua moglie Luisa d'Assia-Darmstadt; sua madre era la principessa Guglielmina di Baden, figlia di Carlo Luigi di Baden e della principessa Amalia d'Assia-Darmstadt.

## Matrimonio
Carlo sposò il 22 ottobre 1836 a Berlino la diciottenne principessa Elisabetta di Prussia, figlia del principe Federico Guglielmo Carlo di Prussia e della principessa Maria Anna d'Assia-Homburg.
Dalla moglie ebbe quattro figli:
- Federico Guglielmo Luigi (Bessungen, 12 settembre 1837-Darmstadt, 13 marzo 1892), che sposò la principessa Alice di Sassonia-Coburgo-Gotha figlia di Vittoria del Regno Unito;
- Enrico Luigi Guglielmo (Bessungen, 28 novembre 1838-Monaco, 16 settembre 1900);
- Maria Anna Guglielmina (Darmstadt, 25 maggio 1843-Schwerin, 16 aprile 1865), che sposò il granduca Federico Francesco II di Meclemburgo-Schwerin;
- Guglielmo Luigi Federico (Bessungen, 16 novembre 1845-Darmstadt, 24 maggio 1900).

Alla morte del padre nel 1848, ereditò il Granducato suo fratello maggiore Luigi. Questi, benché si fosse sposato due volte, rimase senza figli cosicché alla sua morte nel 1877 il titolo di Granduca passò a suo figlio Federico Guglielmo Luigi col nome di Luigi IV.

## Antenati
|                                           |                                   |                                                                 | Genitori                                                              |  |  | Nonni |  |  | Bisnonni                              |  |  | Trisnonni                               |  |
|                                           |                                   |                                                                 |                                                                       |  |  |       |  |  | Luigi IX, Langravio d'Assia-Darmstadt |  |  | Luigi VIII, Langravio d'Assia-Darmstadt |  |
|                                           |                                   |                                                                 |                                                                       |  |  |       |  |  | Luigi IX, Langravio d'Assia-Darmstadt |  |  | Luigi VIII, Langravio d'Assia-Darmstadt |  |
|                                           |                                   | Contessa Carlotta di Hanau-Lichtenberg                          |                                                                       |  |  |       |  |  | Luigi IX, Langravio d'Assia-Darmstadt |  |  |                                         |  |
| Luigi I, Granduca d'Assia                 |                                   |                                                                 |                                                                       |  |  |       |  |  | Luigi IX, Langravio d'Assia-Darmstadt |  |  |                                         |  |
|                                           |                                   | Contessa Palatina Carolina di Zweibrücken                       | Cristiano III, Conte Palatino di Zweibrücken                          |  |  |       |  |  |                                       |  |  |                                         |  |
|                                           |                                   | Contessa Palatina Carolina di Zweibrücken                       | Cristiano III, Conte Palatino di Zweibrücken                          |  |  |       |  |  |                                       |  |  |                                         |  |
|                                           |                                   | Contessa Palatina Carolina di Zweibrücken                       | Contessa Carolina di Nassau-Saarbrücken                               |  |  |       |  |  |                                       |  |  |                                         |  |
| Luigi II, Granduca d'Assia                |                                   | Contessa Palatina Carolina di Zweibrücken                       |                                                                       |  |  |       |  |  |                                       |  |  |                                         |  |
|                                           |                                   | Langravio Giorgio Guglielmo d'Assia-Darmstadt                   | Luigi VIII, Langravio d'Assia-Darmstadt                               |  |  |       |  |  |                                       |  |  |                                         |  |
|                                           |                                   | Langravio Giorgio Guglielmo d'Assia-Darmstadt                   | Luigi VIII, Langravio d'Assia-Darmstadt                               |  |  |       |  |  |                                       |  |  |                                         |  |
|                                           |                                   | Langravio Giorgio Guglielmo d'Assia-Darmstadt                   | Contessa Carlotta di Hanau-Lichtenberg                                |  |  |       |  |  |                                       |  |  |                                         |  |
| Principessa Luisa d'Assia-Darmstadt       |                                   | Langravio Giorgio Guglielmo d'Assia-Darmstadt                   |                                                                       |  |  |       |  |  |                                       |  |  |                                         |  |
|                                           |                                   | Contessa Maria Luisa Albertina di Leiningen-Dagsburg-Falkenburg | Cristiano Carlo Reinardo di Leiningen-Dachsburg-Falkenburg-Heidesheim |  |  |       |  |  |                                       |  |  |                                         |  |
|                                           |                                   | Contessa Maria Luisa Albertina di Leiningen-Dagsburg-Falkenburg | Cristiano Carlo Reinardo di Leiningen-Dachsburg-Falkenburg-Heidesheim |  |  |       |  |  |                                       |  |  |                                         |  |
|                                           |                                   | Contessa Maria Luisa Albertina di Leiningen-Dagsburg-Falkenburg | Contessa Caterina Polissena di Solms-Rödelheim-Assenheim              |  |  |       |  |  |                                       |  |  |                                         |  |
| Principe Carlo d'Assia e del Reno         |                                   | Contessa Maria Luisa Albertina di Leiningen-Dagsburg-Falkenburg |                                                                       |  |  |       |  |  |                                       |  |  |                                         |  |
|                                           | Carlo Federico, Granduca di Baden | Federico, Principe Ereditario di Baden-Durlach                  |                                                                       |  |  |       |  |  |                                       |  |  |                                         |  |
|                                           | Carlo Federico, Granduca di Baden | Federico, Principe Ereditario di Baden-Durlach                  |                                                                       |  |  |       |  |  |                                       |  |  |                                         |  |
|                                           | Carlo Federico, Granduca di Baden | Principessa Amalia di Nassau-Dietz                              |                                                                       |  |  |       |  |  |                                       |  |  |                                         |  |
| Carlo Luigi, Principe Ereditario di Baden | Carlo Federico, Granduca di Baden |                                                                 |                                                                       |  |  |       |  |  |                                       |  |  |                                         |  |
|                                           |                                   | Principessa Carolina Luisa d'Assia-Darmstadt                    | Luigi VIII, Langravio d'Assia-Darmstadt                               |  |  |       |  |  |                                       |  |  |                                         |  |
|                                           |                                   | Principessa Carolina Luisa d'Assia-Darmstadt                    | Luigi VIII, Langravio d'Assia-Darmstadt                               |  |  |       |  |  |                                       |  |  |                                         |  |
|                                           |                                   | Principessa Carolina Luisa d'Assia-Darmstadt                    | Contessa Carlotta di Hanau-Lichtenberg                                |  |  |       |  |  |                                       |  |  |                                         |  |
| Principessa Guglielmina di Baden          |                                   | Principessa Carolina Luisa d'Assia-Darmstadt                    |                                                                       |  |  |       |  |  |                                       |  |  |                                         |  |
|                                           |                                   | Luigi IX, Langravio d'Assia-Darmstadt                           | Luigi VIII, Langravio d'Assia-Darmstadt                               |  |  |       |  |  |                                       |  |  |                                         |  |
|                                           |                                   | Luigi IX, Langravio d'Assia-Darmstadt                           | Luigi VIII, Langravio d'Assia-Darmstadt                               |  |  |       |  |  |                                       |  |  |                                         |  |
|                                           |                                   | Luigi IX, Langravio d'Assia-Darmstadt                           | Contessa Carlotta di Hanau-Lichtenberg                                |  |  |       |  |  |                                       |  |  |                                         |  |
| Langravia Amalia d'Assia-Darmstadt        |                                   | Luigi IX, Langravio d'Assia-Darmstadt                           |                                                                       |  |  |       |  |  |                                       |  |  |                                         |  |
|                                           |                                   | Contessa Palatina Carolina di Zweibrücken                       | Cristiano III, Conte Palatino di Zweibrücken                          |  |  |       |  |  |                                       |  |  |                                         |  |
|                                           |                                   | Contessa Palatina Carolina di Zweibrücken                       | Cristiano III, Conte Palatino di Zweibrücken                          |  |  |       |  |  |                                       |  |  |                                         |  |
|                                           |                                   | Contessa Palatina Carolina di Zweibrücken                       | Contessa Carolina di Nassau-Saarbrücken                               |  |  |       |  |  |                                       |  |  |                                         |  |
|                                           |                                   | Contessa Palatina Carolina di Zweibrücken                       |                                                                       |  |  |       |  |  |                                       |  |  |                                         |  |